# Фиггинг

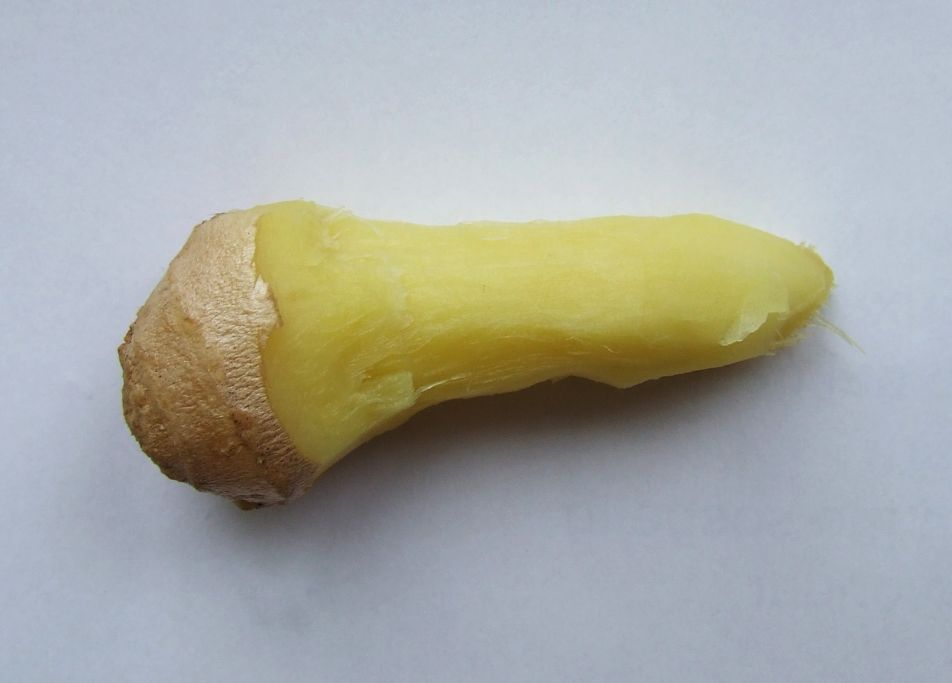
Зачищенный корень имбиря

Фиггинг — введение очищенного корня имбиря в анус или влагалище человека для получения ощущения жжения. Исторически вид телесного наказания, сейчас практикуется в БДСМ. Английское название «figging» происходит от слова XIX века feaguing.

## История
Это телесное наказание применяли в Древней Греции для поддержания дисциплины среди женщин-рабов. Наказываемого ограничивали в движении при возрастании жжения до крайней степени.

## Техника
Имбирь очищается от кожуры, корню придается форма анальной пробки. После введения возникает сильное жжение и часто невыносимый дискомфорт. Эффект достигает кульминации через две-пять минут после введения и сохраняется в течение примерно тридцати минут до постепенного ослабления. Имбирь после использования может быть ещё раз очищен и использован повторно; очередное применение корня не снижает продолжительность ощущений у субъекта.
Если субъект напрягает мышцы ануса, ощущение становится интенсивнее. Поэтому фиггинг часто совмещается с наказанием тростью, которое стимулирует сжатие ягодиц.